# عماء (کیهان)

هشت دسته نا متقارن (آشوب)

عماء  یا خائوس (انگلیسی: Chaos)، لایه زیرین و ماده اولیه جهان است، پیش از خلقت. 
عماء و نظم، دو نیاز جهان هستی هستند و در نابرابری این دو، جهان ممکن است از بین برود.

## عماء
عماء (هاویه)‏، به معنی (فضای) نامحدودی است که مقدم بر وجود جهان است.
مثل گفتاری که در بخش اول سفر تکوین آمده‌است به این مضمون که «زمین خراب و خالی بود و بر سطح زمین تاریکی بود»

## آفرینش
گروهی از اسطوره آفرینش، در خصوص آفرینش جهان از نظر بن مایه و دست آویزهای اولیه ای که برای ساخت جهان وجود داشته، چنین گفته‌اند:
در آغاز فقط خدای آفریننده بود که جهان را از آشوب به نظم درآورده است.